# Karin Ruckstuhl
Pour les articles homonymes, voir Ruckstuhl.
Karin Ruckstuhl, née le 2 novembre 1980 à Baden en Suisse, est une athlète néerlandaise. En 2006, elle remporte la Médaille d'argent du pentathlon aux championnats du monde en salle.

## Palmarès
| Date | Compétition                           | Lieu                                  | Résultat | Épreuve    | Points     |
| ---- | ------------------------------------- | ------------------------------------- | -------- | ---------- | ---------- |
| 2001 | Championnats d'Europe espoirs         | Amsterdam                             | 13e      | Heptathlon | 5 582 pts  |
| 2001 | Universiade                           | Pékin                                 | 7e       | Heptathlon | 5 664 pts  |
| 2002 | Championnats d'Europe                 | Munich                                | 13e      | Heptathlon | 5 858 pts  |
| 2003 | Hypo-Meeting                          | Götzis                                | 9e       | Heptathlon | 6 011 pts  |
| 2004 | Championnats du monde en salle        | Budapest                              | 4e       | Pentathlon | 4 640 pts  |
| 2004 | Hypo-Meeting                          | Götzis                                | 10e      | Heptathlon | 6 118 pts  |
| 2004 | Jeux olympiques                       | Athènes                               | 16e      | Heptathlon | 6 108 pts  |
| 2005 | Championnats d'Europe en salle        | Madrid                                | 4e       | Pentathlon | 4 605 pts  |
| 2005 | Hypo-Meeting                          | Götzis                                | 6e       | Heptathlon | 6 318 pts  |
| 2005 | Championnats du monde                 | Helsinki                              | 8e       | Heptathlon | 6 174 pts  |
| 2005 | Coupe du monde des épreuves combinées | Coupe du monde des épreuves combinées | 8e       | Heptathlon | 18 621 pts |
| 2006 | Championnats du monde en salle        | Moscou                                | 2e       | Pentathlon | 4 607 pts  |
| 2006 | Championnats d'Europe                 | Göteborg                              | 2e       | Heptathlon | 6 423 pts  |
| 2007 | Championnats d'Europe en salle        | Birmingham                            | 3e       | Pentathlon | 4 801 pts  |
| 2007 | Hypo-Meeting                          | Götzis                                | 6e       | Heptathlon | 6 260 pts  |
| 2007 | Coupe d'Europe des épreuves combinées | Tallinn                               | 1re      | Heptathlon | 6 080 pts  |
| 2007 | Championnats du monde                 | Osaka                                 | —        | Heptathlon | DNF        |

## Records
| Épreuve           | Performance   | Lieu      | Date            |
| ----------------- | ------------- | --------- | --------------- |
| 100 m haies       | 13 s 17       | Göteborg  | 7 août 2006     |
| Saut en hauteur   | 1,85 m        | Athènes   | 20 août 2004    |
| Lancer du poids   | 14,34 m       | Eindhoven | 16 juillet 2006 |
| 200 m             | 24 s 22       | Göteborg  | 7 août 2006     |
| Saut en longueur  | 6,64 m        | Leyde     | 9 juin 2007     |
| Lancer du javelot | 43,61 m       | Götzis    | 29 mai 2005     |
| 800 m             | 2 min 11 s 97 | Göteborg  | 8 août 2006     |
| Heptathlon        | 6 423 pts     | Göteborg  | 8 août 2006     |

| Épreuve          | Performance   | Lieu                 | Date                        |
| ---------------- | ------------- | -------------------- | --------------------------- |
| 60 m haies       | 8 s 30        | Karlsruhe Birmingham | 11 février 2017 2 mars 2007 |
| Saut en hauteur  | 1,88 m        | Birmingham           | 2 mars 2007                 |
| Lancer du poids  | 13,83 m       | Birmingham           | 2 mars 2007                 |
| Saut en longueur | 6,57 m        | Budapest             | 5 mars 2004                 |
| 800 m            | 2 min 16 s 65 | Birmingham           | 2 mars 2007                 |
| Pentathlon       | 4 801 pts     | Birmingham           | 2 mars 2007                 |